# Love Me Right
Love Me Right – singel grupy EXO, wydany cyfrowo 3 czerwca 2015 roku przez wytwórnię SM Entertainment. Singel ukazał się w dwóch wersjach językowych: edycji koreańskiej i mandaryńskiej. Utwór promował album Love Me Right.
Teledyski do obu wersji utworu ukazały się 30 marca 2015 na oficjalnym kanale YouTube wytwórni.
Utwór został dobrze przyjęty przez krytyków i odniósł sukces komercyjny. Uplasował się na drugiej pozycji rankingu Gaon Chart w Korei Południowej. Koreańska wersja piosenki sprzedała się w Korei Południowej w nakładzie ponad 808 257 egzemplarzy (stan na grudzień 2015 r.), a chińska – 66 107 egzemplarzy (stan na czerwiec 2015 r.).

## Singel japoński
Utwór został nagrany ponownie w języku japońskim i wydany 4 listopada 2015 roku pod tytułem „Love Me Right ~romantic universe~”. Osiągnął 1 pozycję na liście Oricon i pozostał na niej przez 23 tygodnie, sprzedał się w nakładzie 195 622 egzemplarzy. Singel ukazał się w trzynastu wersjach: limitowanej CD+DVD, dziewięciu limitowanych wersji CD (każda z innym członkiem zespołu), a także limitowanej CD+DVD EXO-L JAPAN.
Singel zdobył status platynowej płyty.

### Lista utworów
| CD          |                                                  |      |
| Nr          | Tytuł                                            | Czas |
| 1.          | "Love Me Right ~romantic universe~"              |      |
| 2.          | "Drop That"                                      |      |
| 3.          | "Love Me Right ~romantic universe~ -Less Vocal-" |      |
| 4.          | "Drop That -Less Vocal-"                         |      |
| CD+DVD      |                                                  |      |
| Nr          | Tytuł                                            | Czas |
| 1.          | "Love Me Right ~romantic universe~" video clip   |      |
| 2.          | "Off-Shot Movie" (Limited Edition)               |      |
| EXO-L JAPAN |                                                  |      |
| Nr          | Tytuł                                            | Czas |
| 1.          | "EXO-L-JAPAN FANCLUB EVENT 2015 "EXO CHANNEL"    |      |

## Notowania
| Lista (krajowe)                   | Pozycja |
| --------------------------------- | ------- |
| Gaon Weekly Digital Chart         | 1       |
| Gaon Monthly Digital Chart        | 2       |
| Gaon Yearly Digital Chart         | 37      |
| Gaon Weekly Download Chart        | 3       |
| Gaon Monthly Download Chart       | 4       |
| Gaon Yearly Download Chart        | 60      |
| Gaon Streaming Chart              | 1       |
| Gaon Weekly BGM Chart             | 2       |
| Gaon Weekly Mobile Ringtone Chart | 12      |
| Billboard Japan Hot 100           | 33      |

| Lista                       | Pozycja |
| --------------------------- | ------- |
| Gaon Weekly Digital Chart   | 3       |
| Gaon Monthly Digital Chart  | 6       |
| Gaon Yearly Digital Chart   | 94      |
| Gaon Weekly Download Chart  | 2       |
| Gaon Monthly Download Chart | 6       |
| Gaon Streaming Chart        | 6       |
| Baidu Weekly Music Chart    | 3       |

### Wersja japońska
| Lista (międzynarodowe)      | Pozycja |
| --------------------------- | ------- |
| Oricon Daily Singles Chart  | 1       |
| Oricon Weekly Singles Chart | 1       |
| Billboard Japan Hot 100     | 1       |